# 小松達也
小松 達也（こまつ たつや、1934年 - ）は、日英会議通訳者（同時通訳者）。日本における会議通訳者（いわゆる同時通訳者）の第一人者であり草分け的存在として知られる。

## 来歴・人物
名古屋市生まれ。東京外国語大学英米科卒業。1960年日本生産性本部駐米通訳員として渡米、1965年まで米国国務省言語課勤務。村松増美、國弘正雄らとともに、日本初の会議通訳エージェントとして1965年に設立された、株式会社サイマル・インターナショナルの創設に参加。1987年から1997年まで同社社長、1998年より顧問。
アポロ11号の月面着陸テレビ中継の同時通訳や、主要国首脳会議（サミット）で1986年から1993年まで主席通訳者も務めるなど日本の国際化、グローバル化に伴う数多くの重要な舞台で第一線の通訳者として40年以上にわたり活躍。1982年から1988年までNHK教育テレビ（現：Eテレ）英語会話Ⅲ（のちに英語会話Ⅱ）講師。
通訳者養成機関サイマル・アカデミーの開校当初から現在に至るまで、30年の間後進を育成。1999年から2008年まで明海大学外国語学部教授。2005年、通訳業界初のNPO法人通訳技能向上センター設立に寄与、理事長就任。

## 著書
- 『英語で話そう 知的対話とインタビュー』サイマル出版会 1985
- 『英語で日本を話そう 異文化時代のコミュニケーション』サイマル出版会 1986
- 『訳せそうで訳せない日本語 きちんと伝わる英語表現』ジャパンタイムズ 2000
- 『通訳の英語日本語』文春新書 2003
- 『通訳の技術』研究社 2005
- 『訳せそうで訳せない日本語 きちんと伝わる英語表現』ソフトバンク新書 2008
- 『英語で話すヒント 通訳者が教える上達法』岩波新書 2012

共著
- 『ビジネスマンの英語 私たちの実戦アドバイス』村松増美共著、サイマル出版会 1981

### 翻訳
- クロード・ブラウン『ハーレムに生まれて ある黒人青年の手記』サイマル出版会 1971 サイマル・ドキュメント
- ハーマン・カーン『未来への確信 成長限界論を超えて』小沼敏共訳、サイマル出版会 1976